# Acipenser ruthenus
Sterlet, Esturgeon du Danube
Espèce
Synonymes
- Acipenser dubius (Brusina,1902)
- Acipenser gmelini (Fitzinger,1836)
- Acipenser jeniscensis (Herzenstein,1895)
- Acipenser kamensis (Lovetsky,1834)
- Acipenser kostera (Fitzinger,1832)
- Acipenser lovetzkyi (Duméril,1870)
- Acipenser marsiglii (Brandt,1833)
- Acipenser primigenius (Chalikov,1944)
- Acipenser pygmaeus (Pallas,1814)
- Acipenser ruthenicus (Brusina,1902)
- Sterletus helenae (Duméril,1870)
- Sterletus kankreni (Duméril,1870)

Statut de conservation UICN

 VU A2cde : Vulnérable
Statut CITES
Acipenser ruthenus, appelé communément Sterlet ou encore Esturgeon du Danube, est une espèce d'esturgeon eurasien commun. C'est l'un des plus petits esturgeons, strictement d'eau douce. Cette espèce est commune en Europe centrale. Le Sterlet est pêché mais peut aussi être élevé pour son caviar, sa chair, sa gélatine, son cuir ou encore capturé pour l'aquariophilie.

## Répartition géographique

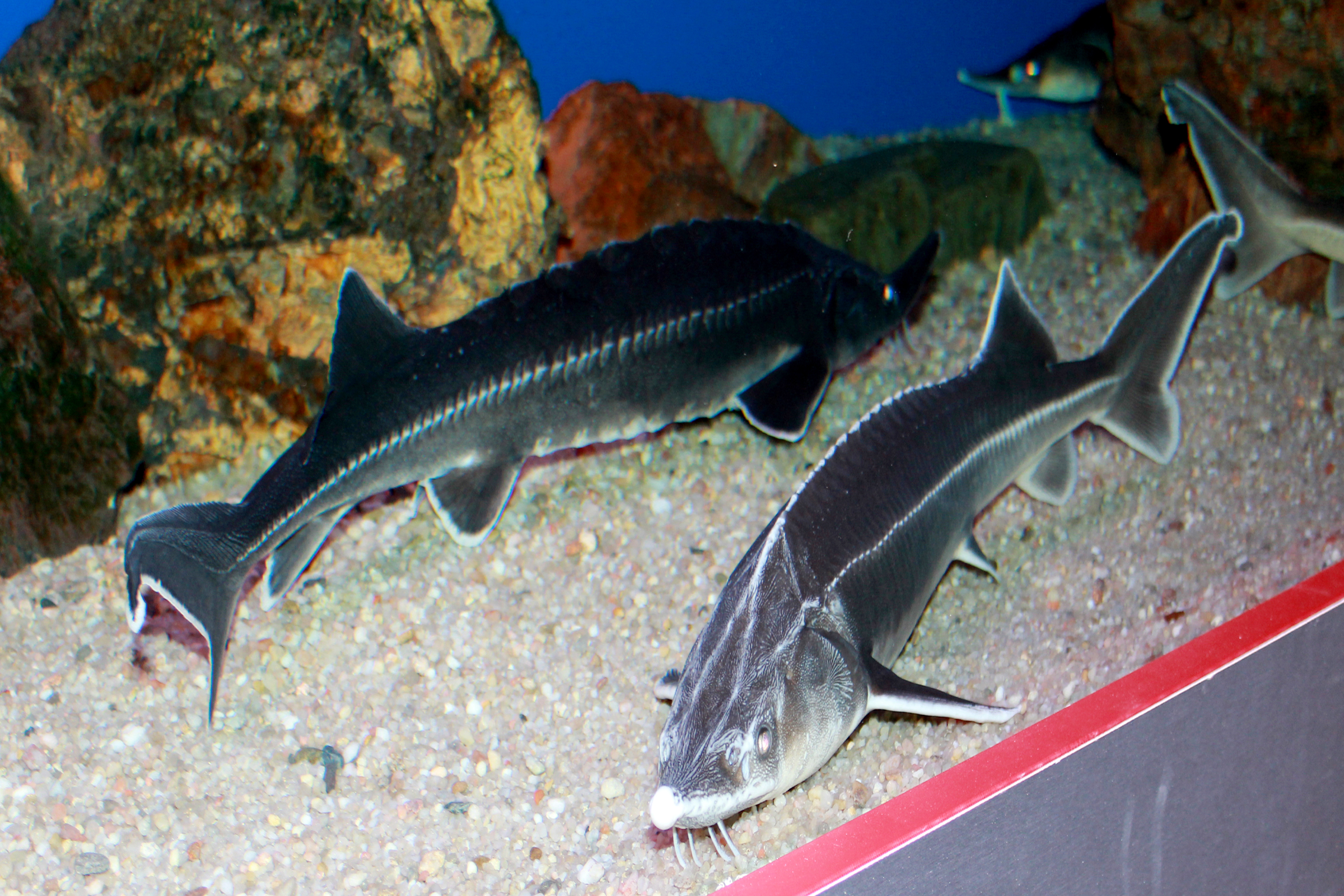
Sterlets lors d'une exposition à Prague

Le Sterlet est réparti au sein des rivières d'Europe et de Sibérie. En effet il peuple les affluents de la mer Caspienne, de la mer Noire, de la mer d'Azov, de la mer Baltique, de la mer Blanche, de la mer de Barents et de la mer de Kara. Le Sterlet remonte les rivières à une distance plus grande de la mer que n'importe lequel des autres esturgeons. Ainsi, par exemple, ce n'est pas rare pour le Danube d'en retrouver jusqu'à Vienne. Mais des spécimens ont aussi été attrapés bien plus haut, à Ratisbonne et à Ulm. Toutefois, il est plus abondant dans les rivières de la Russie. Au XVIIIe siècle, il y eut des tentatives pour introduire ce poisson de valeur dans des provinces prussiennes et suédoises, mais sans succès.

## Habitat
C'est un poisson qui aime les eaux froides et très oxygénées ce qui explique sa répartition géographique. Strictement dulçaquicole on le retrouve dans les fleuves et leurs affluents (parfois assez loin en amont) ainsi que les grands lacs. Ponctuellement on peut le rencontrer en eau saumâtre dans les zones proches des estuaires de la mer Noire et de la mer Caspienne. Il passe l’hiver dans des dépressions du fond où il fait preuve de peu d’activité et ne se nourrit presque pas, on peut donc le qualifier de poisson démersal. Le Sterlet est aussi potamodrome puisque, au printemps, il remonte les cours d’eau pour frayer. Le frai a lieu dans le lit du fleuve là où le courant est rapide et le fond couvert de gravier.

## Description
De morphologie primitive, le Sterlet peut peser jusqu'à 16 kg et mesurer 100 à 125 cm (exceptionnellement plus de 150 cm), mais il excède rarement les 90 cm. La coloration varie du brun au gris, ou au beige. Mais le côté ventral est le plus souvent beige ou blanchâtre. La nageoire caudale présente un lobe supérieur plus grand que le lobe inférieur (nageoire dite hétérocerque).
Son museau est allongé, étroit, pointu et relevé vers le haut. Il est fortement variable dans sa longueur selon les spécimens. Il possède quatre barbillons frangés qui sont des organes sensoriels placés devant sa bouche protractile située à la face inférieure de la tête. La lèvre inférieure est échancrée au milieu.
La particularité, qui le distingue des autres espèces européennes d'esturgeons, est la présence d'un grand nombre de petites plaques osseuses étoilées logées dans la peau qui forment cinq crêtes longitudinales blanches (une sur le dos, deux sur les flancs et deux sur le ventre).
Le Sterlet atteint généralement l'âge de 22 à 25 ans (parfois plus en captivité).

## Comportement
Le Sterlet est un poisson lent, peu mobile et mal voyant ce qui explique son comportement paisible, inoffensif et sans prétentions territoriales. Sa principale activité consiste à fouiller le sol à la recherche de nourriture. Il doit rester en mouvement pour s'oxygéner car contrairement aux autres poissons, il ne dirige pas complètement l'eau à travers les branchies.

## Régime alimentaire
Le Sterlet est doté d'une bouche protractile placée sur la face inférieure de la tête. Il se nourrit principalement des organismes benthiques (animalcules du fond) : mouches de mai, vers de vase (larves de chironomes), petits mollusques, petits crustacés, vers et parfois petits poissons. Il ne se nourrit presque pas pendant l'hiver.

## Reproduction
Le Sterlet, comme les autres espèces d'esturgeons effectue sa reproduction en eau douce; strictement dulçaquicole il effectue sa croissance en lacs et rivières.
Au printemps, le Sterlet remonte les cours d’eau pour frayer. Les mâles arrivent les premiers et le frai débute en avril et se termine en juin. Il a lieu dans le lit du fleuve là où le courant est rapide et le fond couvert de graviers. Les femelles peuvent pondre de 11 000 à 140 000 œufs visqueux de 1,5 mm. Après 4 à 9 jours, les alevins sortent de leurs œufs gluants pour se disperser à la recherche de nourriture.
La maturité sexuelle est atteinte chez le mâle à l'âge de 4 ou 5 ans, et chez la femelle entre 5 et 9 ans.

## Citations
« Mais les gens de moyenne noblesse, qui au premier relais se font servir du jambon, au second un cochon de lait, au troisième une darne d'ESTURGEON ou du saucisson à l'ail, pour ensuite, comme si de rien n'était, s'attabler à n'importe quelle heure et dévorer avec un bruyant et contagieux appétit une soupe au STERLET, à la lotte et aux laitances, accompagnée d'un vol-au-vent ou d'un pâté de silure, ces messieurs-là sont vraiment digne d'envie et favorisés du ciel ! »

— Nicolas Vassiliévitch Gogol, Les Âmes mortes